# Miscellanoides
Miscellanoides es un género de foraminífero bentónico considerado un sinónimo posterior de Daviesina de la subfamilia Lepidorbitoidinae, de la familia Lepidorbitoididae, de la superfamilia Orbitoidoidea, del suborden Rotaliina y del orden Rotaliida. Su especie tipo era Miscellanoides bramkampi. Su rango cronoestratigráfico abarca desde el Thanetiense (Paleoceno superior) hasta el Luteciense (Eoceno medio).

## Clasificación
Miscellanoides incluye a las siguientes especies:
- Miscellanoides bramkampi †
- Miscellanoides pruvosti †